# リア・ニール

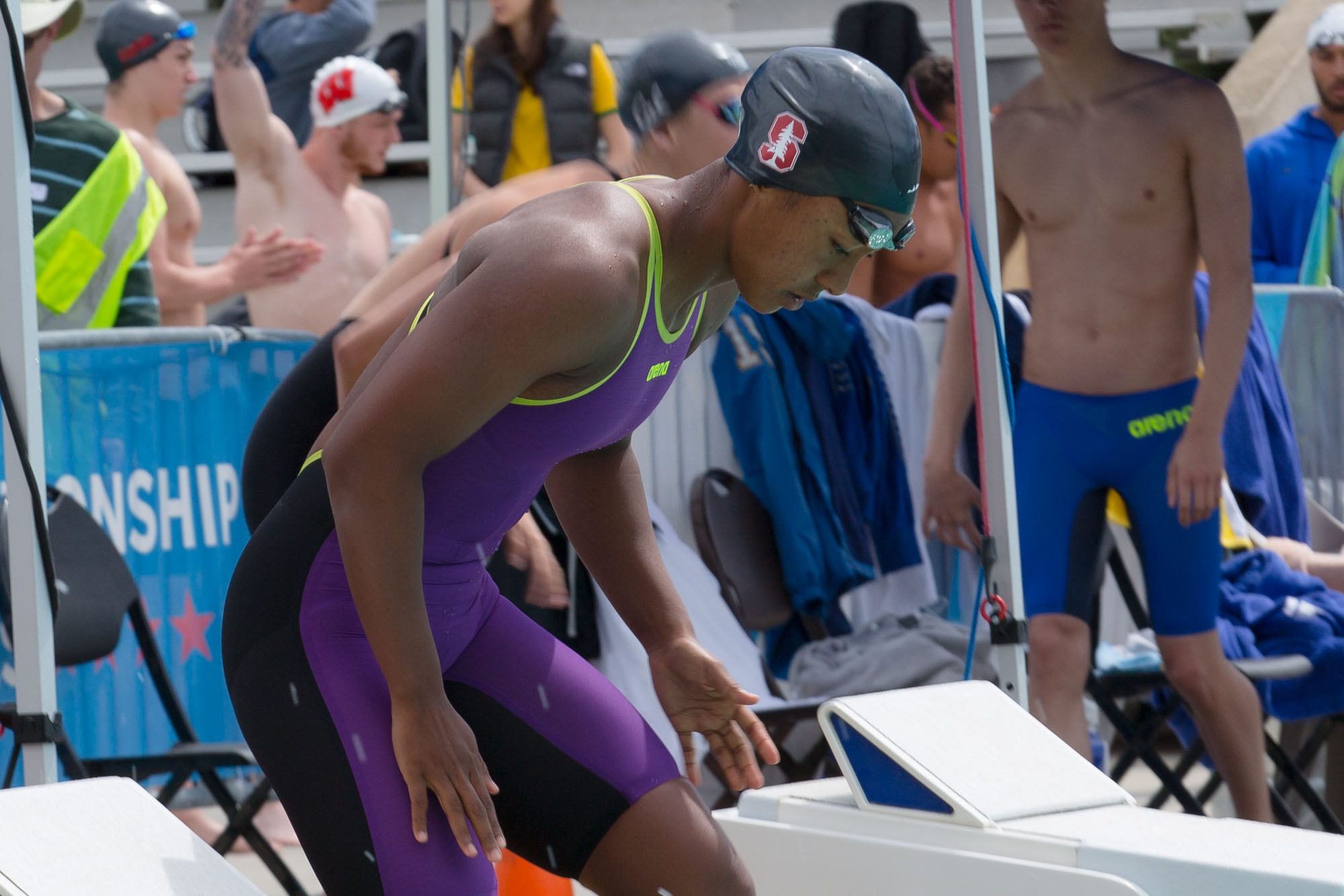
2017年

リア・ニール（Lia Neal, 1995年2月13日 - ）は、アメリカ合衆国・ニューヨーク市ブルックリン区フォート・グリーン出身の元女子競泳選手。専門は自由形。競泳においてオリンピックの決勝を泳いだ史上初のアフリカ系アメリカ人女性であり、オリンピックに2大会出場してメダルを獲得した史上初のアフリカ系アメリカ人女性でもある。

## 経歴

### 生い立ち
ニューヨーク出身でアフリカ系アメリカ人の父ロームと香港出身の母シウの間に生まれた。15歳以上年の離れた3人の兄を持つ4人兄妹の末っ子としてニューヨーク市ブルックリン区フォート・グリーンで生まれ育った。
水泳は小学1年生の時にクラスメートの友達がレッスンを受けていたのがきっかけで始めた。そこで2年間のレッスンを受けた後は本格的に競技をするためアスファルト・グリーン・ユニファイド・アクアティクス（Asphalt Green Unified Aquatics、以降AGUAと記述）という水泳チームに入り、8歳から18歳まで所属した。AGUAは「米国で最も多様性に富んだ水泳チーム」と呼ばれるため、水泳をしている時に人種の違いを感じたことはなかったという。
AGUAで才能を開花させたニールはその後50mと100mの自由形で10歳以下全米記録、100m自由形で11-12歳の全米記録など、年齢別全米記録を樹立する活躍を見せた。2008年には13歳の若さで全米オリンピック選考会に出場を果たしたが、この時は50m自由形は28位、100m自由形は78位に終わった。

### スタンフォード大学での活躍
大学はスタンフォード大学へ進学してスタンフォード・カーディナルの一員となり、キャプテンに任命された4年生の時には同大学19年ぶりとなるNCAA選手権の女子総合優勝を達成した。4年間の間にNCAAチャンピオンに9回、Pac-12チャンピオンに8回輝き、オール・アメリカには26回選出されたほか、いくつものNCAA記録と全米記録をリレーチームの一員として樹立した。また、2015年のNCAA選手権100y自由形では2位となり、1位のシモーネ・マニュエル、3位のナタリー・ハインズと共に、NCAA選手権競泳競技の表彰台を独占する史上初のアフリカ系アメリカ人トリオの1人として歴史に名を残した。
文武両道のニールは2015年のスカラー・オールアメリカ（CSCAA Scholar All-America）にも選出された（選出条件はGPAが平均3.5以上でNCAA・NAIA・NJCAAの選手権に出場した選手）。

### 2011年リマ世界ジュニア選手権
世界ジュニア選手権に出場すると、100m自由形では従来の大会記録55秒59を準決勝と決勝でそれぞれ55秒18と54秒90に塗り替えて優勝した。第4泳を務めた4×100mフリーリレーではチーム最速スプリットの54秒83、第2泳を務めた4×200mフリーリレーでもチーム最速スプリットの1分59秒41をマークし、両種目で大会新記録樹立と優勝に貢献して3冠を達成した。

### 2012年ロンドンオリンピック
全米オリンピック選考会の100m自由形で4位に入り、4×100mフリーリレーのアメリカ代表に選出された。過去にオリンピック競泳アメリカ代表に選出されたアフリカ系アメリカ人女性は2004年アテネ大会のマリッツァ・コレイアしかおらず、リールは史上2人目のアフリカ系アメリカ人女性となった。迎えた本番では予選で第1泳を務めると、メリッサ・フランクリンの持つ年齢別アメリカ記録（17-18歳）に並ぶ54秒15で泳ぎ、全体2位（3分36秒53）での決勝進出に貢献した。決勝では第3泳を務め、第1泳のメリッサ・フランクリン、第2泳のジェシカ・ハーディ、第4泳のアリソン・シュミットと共に3分34秒24のアメリカ大陸新記録を樹立したが、オーストラリア（オリンピック新記録の3分33秒15）とオランダ（3分33秒79）には及ばず銅メダルに終わった。優勝はできなかったものの銅メダルを獲得したニールは、2004年アテネ大会のコレイア（銀メダル）に次いでオリンピックのメダルを獲得した史上2人目のアフリカ系アメリカ人女性となった。また、コレイアは2004年アテネ大会では予選だけの出場だったため、ニールはオリンピックの決勝を泳いだ史上初のアフリカ系アメリカ人女性となった。また、中国系アメリカ人のニールは、1952年ヘルシンキ大会で銅メダルを獲得した日系アメリカ人のエヴェリン・カワモト、1996年アトランタ大会で金メダルを獲得したベトナム系アメリカ人のキャサリン・フォックス、2004年アテネ大会と2008年北京大会で3つの金を含む11個のメダルを獲得したフィリピン系アメリカ人のナタリー・コーグリンに次いで、オリンピック競泳競技でメダルを獲得したアジア系アメリカ人女性となった。

### 2012年イスタンブール世界短水路選手権
イスタンブール世界短水路選手権に出場すると、第3泳を務めた4×100mフリーリレー決勝で52秒44のスプリットタイムをマークし、アメリカの順位を2位から1位に引き上げた。そのままアメリカは優勝し、ニールはシニアの世界大会で初の金メダルを獲得した。

### 2015年カザン世界選手権

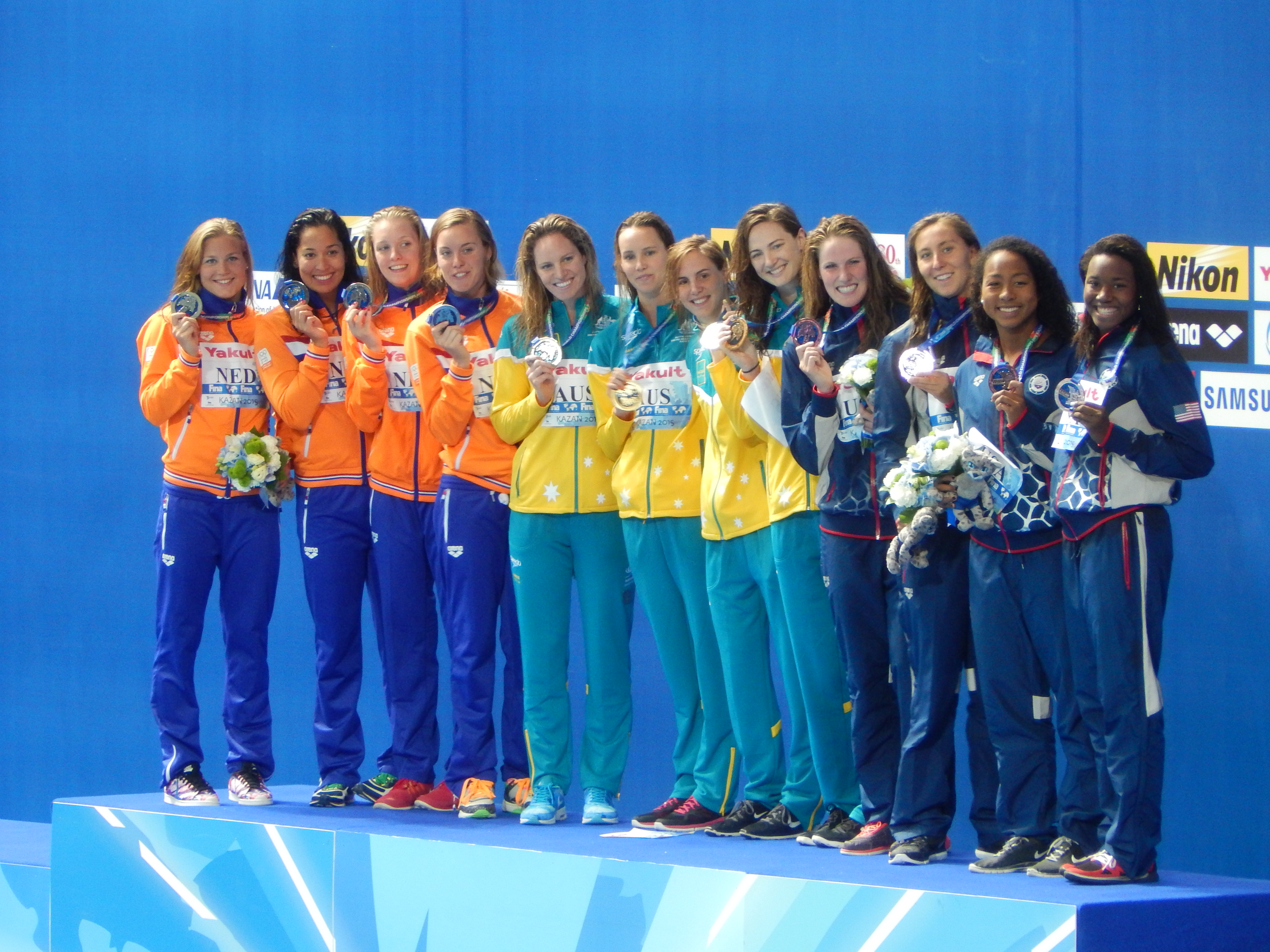
カザン世界選手権女子4×100mフリーリレーの表彰式（右から2人目）

長水路の世界選手権デビューとなったカザン世界選手権ではリレー2種目に出場した。最初に出場した4×100mフリーリレーでは予選で第4泳を務めて全体1位(3分35秒52)での決勝進出に貢献した。決勝では第3泳を務め、第1泳のメリッサ・フランクリン、第2泳のマーゴ・ギア、第4泳のシモーネ・マニュエルと共に予選のタイムを縮める3分34秒61をマーク。優勝はできなかったが、3分31秒48のオーストラリア、3分33秒67のオランダに次いで銅メダルを獲得した。メダルを獲得した2日後には男女混合4×100mメドレーリレーの予選で第4泳を務め、第1泳のライアン・マーフィー、第2泳のケビン・コーデス、第3泳のケンディル・スチュワートと共に、前の組でロシアが樹立したばかりの世界記録（3分45秒87）を塗り替える3分42秒33をマークした。ニールは予選のみの出場に終わったが、アメリカは決勝で2位に入ったため予選を泳いだニールも銀メダルを獲得した。なお、ニールたちが樹立した世界記録は決勝でイギリスに塗り替えられた（3分41秒71）。

### 2016年リオデジャネイロオリンピック
全米オリンピック選考会の100m自由形で4年前と同じく4位に入り、2大会連続で4×100mフリーリレーのアメリカ代表に選出された。これによりニールは2度のオリンピックに出場する初のアフリカ系アメリカ人女性となった。また、今大会では大学のチームメートであるシモーネ・マニュエルもアメリカ代表に選出されたため、初めて2人のアフリカ系アメリカ人女性がオリンピック競泳アメリカ代表に名を連ねた。迎えた本番では4×100mフリーリレーの予選で第2泳を務め、第1泳のアマンダ・ウィアー、第3泳のアリソン・シュミット、第4泳のケイティ・レデッキーと共に全体2位（3分33秒59）での決勝進出に貢献した。決勝でアメリカは2位に入り、予選だけの出場に終わったニールも銀メダルを獲得した。これによりニールは2つの大会のオリンピック競泳競技でメダルを獲得した史上初のアフリカ系アメリカ人女性となった。

### 2017年ブダペスト世界選手権
2大会連続の出場となった世界選手権では4×100mフリーリレーと男女混合4×100mフリーリレーに出場した。どちらも予選だけに出場し、4×100mフリーリレーは第1泳を務めて全体1位（3分33秒35）、男女混合4×100mフリーリレーは第3泳を務めて全体2位（3分23秒93）での決勝進出に貢献した。アメリカは両種目で優勝したため予選泳いだニールも金メダルを2つ獲得した。

### 2019年光州世界選手権
3大会連続の出場となった世界選手権では4×100mフリーリレーの予選だけに出場し、第4泳を務めて全体4位（3分36秒13）での決勝進出に貢献した。アメリカは決勝で2位に入ったため予選を泳いだニールも銀メダルを獲得した。

### 現役引退
2021年5月、全米オリンピック選考会が始まる数日前に自身のインスタグラムで引退を発表した。

## 人物
- 父がアフリカ系アメリカ人、母がアジア人であることから自らのことを「ブラジアン（Blasian）」と呼ぶ[34]。
- 母の影響もあって広東語が堪能である[35]。
- 高校まではカトリック系女子校である聖心修道会（Convent of the Sacred Heart）の生徒だった。ニールは2012年ロンドンオリンピックに出場したことにより、1881年に設立された同学校においてオリンピックに出場した初の生徒となった[36]。

## 家族
- 父ロームの職業は俳優、監督、プロデューサー、ジャズボーカリスト[37][38]。俳優として出演した映画作品にはスパイク・リー監督のサマー・オブ・サム、マイケル・アルメレイダ監督のハムレットなどがある[39]。

## 成績

### 主要国際大会
世界水泳連盟のウェブサイト参照
| 年                 | 大会                            | 場所               | 種目                     | 結果               | 記録               | 泳順               | 備考               |
| アメリカ合衆国代表 | アメリカ合衆国代表              | アメリカ合衆国代表 | アメリカ合衆国代表       | アメリカ合衆国代表 | アメリカ合衆国代表 | アメリカ合衆国代表 | アメリカ合衆国代表 |
| ------------------ | ------------------------------- | ------------------ | ------------------------ | ------------------ | ------------------ | ------------------ | ------------------ |
| 2009               | ジュニア パンパシフィック選手権 | グアム             | 50m自由形                | 銀メダル           | 25秒82             |                    | 年齢別アメリカ記録 |
| 2009               | ジュニア パンパシフィック選手権 | グアム             | 100m自由形               | B決勝1位           | 56秒48             |                    |                    |
| 2009               | ジュニア パンパシフィック選手権 | グアム             | 200m自由形               | 予選31位           | 2分05秒77          |                    |                    |
| 2009               | ジュニア パンパシフィック選手権 | グアム             | 100mバタフライ           | 予選22位           | 1分06秒00          |                    |                    |
| 2010               | ジュニア パンパシフィック選手権 | ハワイ             | 50m自由形                | 4位                | 25秒58             |                    |                    |
| 2010               | ジュニア パンパシフィック選手権 | ハワイ             | 100m自由形               | 銀メダル           | 54秒91             |                    |                    |
| 2010               | ジュニア パンパシフィック選手権 | ハワイ             | 200m自由形               | 予選9位            | 59秒70             |                    |                    |
| 2010               | ジュニア パンパシフィック選手権 | ハワイ             | 4x100mフリーリレー       | 金メダル           | 3分40秒97          | 1泳                | 大会記録           |
| 2010               | ジュニア パンパシフィック選手権 | ハワイ             | 4x200mフリーリレー       | 金メダル           | 8分00秒89          | 2泳                |                    |
| 2010               | ジュニア パンパシフィック選手権 | ハワイ             | 4x100mメドレーリレー     | 金メダル           | 4分03秒73          | 4泳                | 大会記録           |
| 2011               | 世界ジュニア選手権              | リマ               | 50m自由形                | 銀メダル           | 25秒30             |                    |                    |
| 2011               | 世界ジュニア選手権              | リマ               | 100m自由形               | 金メダル           | 54秒90             |                    | 大会記録           |
| 2011               | 世界ジュニア選手権              | リマ               | 4x100mフリーリレー       | 金メダル           | 3分42秒85          | 4泳                | 大会記録           |
| 2011               | 世界ジュニア選手権              | リマ               | 4x200mフリーリレー       | 金メダル           | 8分00秒33          | 2泳                | 大会記録           |
| 2011               | 世界ジュニア選手権              | リマ               | 4x100mメドレーリレー     | 銀メダル           | 4分07秒79          | 2泳                |                    |
| 2012               | オリンピック                    | ロンドン           | 4x100mフリーリレー       | 銅メダル           | 3分34秒24          | 3泳                | アメリカ大陸記録   |
| 2012               | 世界短水路選手権                | イスタンブール     | 4x100mフリーリレー       | 金メダル           | 3分31秒01          | 3泳                |                    |
| 2012               | 世界短水路選手権                | イスタンブール     | 4x100mメドレーリレー     | 予選2位            | 3分53秒17          | 4泳                |                    |
| 2015               | ユニバーシアード                | 光州               | 4x100mフリーリレー       | 金メダル           | 3分38秒12          | 4泳                | 大会記録           |
| 2015               | 世界選手権                      | カザン             | 4x100mフリーリレー       | 銅メダル           | 3分34秒61          | 3泳                |                    |
| 2015               | 世界選手権                      | カザン             | 混合4x100mメドレーリレー | 予選1位            | 3分42秒33          | 4泳                | 世界記録           |
| 2016               | オリンピック                    | リオデジャネイロ   | 4x100mフリーリレー       | 予選2位            | 3分33秒59          | 2泳                |                    |
| 2017               | 世界選手権                      | ブダペスト         | 4x100mフリーリレー       | 予選1位            | 3分33秒35          | 1泳                |                    |
| 2017               | 世界選手権                      | ブダペスト         | 混合4x100mフリーリレー   | 予選2位            | 3分23秒93          | 3泳                |                    |
| 2018               | 世界短水路選手権                | 杭州               | 100m自由形               | 7位                | 52秒50             |                    |                    |
| 2018               | 世界短水路選手権                | 杭州               | 4x50mフリーリレー        | 予選2位            | 1分36秒65          | 1泳                |                    |
| 2018               | 世界短水路選手権                | 杭州               | 4x100mフリーリレー       | 金メダル           | 3分27秒78          | 2泳                |                    |
| 2018               | 世界短水路選手権                | 杭州               | 4x200mフリーリレー       | 予選3位            | 7分44秒64          | 1泳                |                    |
| 2018               | 世界短水路選手権                | 杭州               | 4x100mメドレーリレー     | 予選1位            | 3分50秒73          | 4泳                |                    |
| 2019               | 世界選手権                      | 光州               | 4x100mフリーリレー       | 予選4位            | 3分36秒13          | 4泳                |                    |
| 2019               | パンアメリカン競技大会          | リマ               | 100m自由形               | 4位                | 55秒62             |                    |                    |
| 2019               | パンアメリカン競技大会          | リマ               | 4x100mフリーリレー       | 金メダル           | 3分39秒59          | 4泳                |                    |
| 2019               | パンアメリカン競技大会          | リマ               | 4x100mメドレーリレー     | 予選1位            | 4分04秒32          | 4泳                |                    |

### 全米オリンピック選考会
| 年   | 場所   | 種目           | 結果     | 記録      | 備考 | 脚注   |
| ---- | ------ | -------------- | -------- | --------- | ---- | ------ |
| 2008 | オマハ | 50m自由形      | 予選28位 | 25秒89    |      | [ 43 ] |
| 2008 | オマハ | 100m自由形     | 予選78位 | 57秒31    |      | [ 43 ] |
| 2012 | オマハ | 50m自由形      | 予選24位 | 25秒67    |      | [ 44 ] |
| 2012 | オマハ | 100m自由形     | 4位      | 54秒33    |      | [ 44 ] |
| 2012 | オマハ | 200m自由形     | 予選36位 | 2分01秒68 |      | [ 44 ] |
| 2016 | オマハ | 50m自由形      | 7位      | 25秒00    |      | [ 45 ] |
| 2016 | オマハ | 100m自由形     | 4位      | 53秒77    |      | [ 45 ] |
| 2016 | オマハ | 100mバタフライ | 予選61位 | 1分00秒89 |      | [ 45 ] |

### 大学の主要大会
yはヤードを意味する。全て短水路の記録。
| 年                 | 大会               | 場所               | 種目                 | 結果               | 記録               | 泳順               | 備考                         | 脚注               |
| スタンフォード大学 | スタンフォード大学 | スタンフォード大学 | スタンフォード大学   | スタンフォード大学 | スタンフォード大学 | スタンフォード大学 | スタンフォード大学           | スタンフォード大学 |
| ------------------ | ------------------ | ------------------ | -------------------- | ------------------ | ------------------ | ------------------ | ---------------------------- | ------------------ |
| 2014               | Pac-12選手権       | フェデラルウェイ   | 50y自由形            | 5位                | 22秒25             |                    |                              | [ 46 ]             |
| 2014               | Pac-12選手権       | フェデラルウェイ   | 100y自由形           | 銀メダル           | 47秒53             |                    |                              | [ 46 ]             |
| 2014               | Pac-12選手権       | フェデラルウェイ   | 200y自由形           | 銀メダル           | 1分43秒62          |                    |                              | [ 46 ]             |
| 2014               | Pac-12選手権       | フェデラルウェイ   | 4x50yフリーリレー    | 銅メダル           | 1分28秒07          | 2泳                |                              | [ 46 ]             |
| 2014               | Pac-12選手権       | フェデラルウェイ   | 4x100yフリーリレー   | 銅メダル           | 3分12秒55          | 4泳                |                              | [ 46 ]             |
| 2014               | Pac-12選手権       | フェデラルウェイ   | 4x200yフリーリレー   | 銀メダル           | 6分58秒23          | 4泳                |                              | [ 46 ]             |
| 2014               | Pac-12選手権       | フェデラルウェイ   | 4x100yメドレーリレー | 銀メダル           | 3分29秒65          | 4泳                |                              | [ 46 ]             |
| 2014               | NCAA選手権         | ミネアポリス       | 50y自由形            | B決勝2位           | 21秒98             |                    |                              | [ 47 ]             |
| 2014               | NCAA選手権         | ミネアポリス       | 100y自由形           | 銀メダル           | 47秒17             |                    |                              | [ 47 ]             |
| 2014               | NCAA選手権         | ミネアポリス       | 200y自由形           | B決勝1位           | 1分43秒82          |                    |                              | [ 47 ]             |
| 2014               | NCAA選手権         | ミネアポリス       | 4x50yフリーリレー    | 金メダル           | 1分26秒23          | 2泳                |                              | [ 47 ]             |
| 2014               | NCAA選手権         | ミネアポリス       | 4x100yフリーリレー   | 金メダル           | 3分10秒83          | 4泳                |                              | [ 47 ]             |
| 2014               | NCAA選手権         | ミネアポリス       | 4x200yフリーリレー   | 銅メダル           | 6分55秒62          | 4泳                |                              | [ 47 ]             |
| 2014               | NCAA選手権         | ミネアポリス       | 4x100yメドレーリレー | 金メダル           | 3分27秒51          | 4泳                | NCAA記録、アメリカ記録       | [ 47 ]             |
| 2015               | Pac-12選手権       | フェデラルウェイ   | 50y自由形            | 5位                | 22秒14             |                    |                              | [ 48 ]             |
| 2015               | Pac-12選手権       | フェデラルウェイ   | 100y自由形           | 銀メダル           | 47秒16             |                    |                              | [ 48 ]             |
| 2015               | Pac-12選手権       | フェデラルウェイ   | 200y自由形           | 6位                | 1分43秒88          |                    |                              | [ 48 ]             |
| 2015               | Pac-12選手権       | フェデラルウェイ   | 4x50yフリーリレー    | 銀メダル           | 1分28秒02          | 2泳                |                              | [ 48 ]             |
| 2015               | Pac-12選手権       | フェデラルウェイ   | 4x100yフリーリレー   | 金メダル           | 3分10秒69          | 1泳                | 大会記録                     | [ 48 ]             |
| 2015               | Pac-12選手権       | フェデラルウェイ   | 4x200yフリーリレー   | 銀メダル           | 7分00秒84          | 2泳                |                              | [ 48 ]             |
| 2015               | Pac-12選手権       | フェデラルウェイ   | 4x50yメドレーリレー  | 銀メダル           | 1分35秒30          | 4泳                |                              | [ 48 ]             |
| 2015               | Pac-12選手権       | フェデラルウェイ   | 4x100yメドレーリレー | －                 | 3分35秒83          | 4泳                |                              | [ 48 ]             |
| 2015               | NCAA選手権         | グリーンズボロ     | 50y自由形            | 予選18位           | 22秒17             |                    |                              | [ 49 ]             |
| 2015               | NCAA選手権         | グリーンズボロ     | 100y自由形           | 銀メダル           | 47秒13             |                    | 史上初のNCAA表彰台黒人が独占 | [ 49 ]             |
| 2015               | NCAA選手権         | グリーンズボロ     | 200y自由形           | 銅メダル           | 1分42秒65          |                    |                              | [ 49 ]             |
| 2015               | NCAA選手権         | グリーンズボロ     | 4x50yフリーリレー    | 銀メダル           | 1分26秒52          | 2泳                |                              | [ 49 ]             |
| 2015               | NCAA選手権         | グリーンズボロ     | 4x100yフリーリレー   | 金メダル           | 3分08秒54          | 1泳                | NCAA記録、アメリカ記録       | [ 49 ]             |
| 2015               | NCAA選手権         | グリーンズボロ     | 4x200yフリーリレー   | 銀メダル           | 6分54秒68          | 1泳                |                              | [ 49 ]             |
| 2015               | NCAA選手権         | グリーンズボロ     | 4x50yメドレーリレー  | B決勝1位           | 1分35秒10          | 4泳                |                              | [ 49 ]             |
| 2016               | Pac-12選手権       | フェデラルウェイ   | 50y自由形            | 銀メダル           | 21秒88             |                    |                              | [ 50 ]             |
| 2016               | Pac-12選手権       | フェデラルウェイ   | 100y自由形           | 金メダル           | 46秒97             |                    |                              | [ 50 ]             |
| 2016               | Pac-12選手権       | フェデラルウェイ   | 200y自由形           | 金メダル           | 1分42秒50          |                    |                              | [ 50 ]             |
| 2016               | Pac-12選手権       | フェデラルウェイ   | 4x50yフリーリレー    | 銀メダル           | 1分27秒92          | 2泳                |                              | [ 50 ]             |
| 2016               | Pac-12選手権       | フェデラルウェイ   | 4x100yフリーリレー   | 金メダル           | 3分11秒44          | 4泳                |                              | [ 50 ]             |
| 2016               | Pac-12選手権       | フェデラルウェイ   | 4x50yメドレーリレー  | 金メダル           | 1分34秒15          | 4泳                | NCAA記録、アメリカ記録       | [ 50 ]             |
| 2016               | Pac-12選手権       | フェデラルウェイ   | 4x100yメドレーリレー | 金メダル           | 3分26秒25          | 4泳                | NCAA記録、アメリカ記録       | [ 50 ]             |
| 2016               | NCAA選手権         | アトランタ         | 50y自由形            | 6位                | 21秒83             |                    |                              | [ 51 ]             |
| 2016               | NCAA選手権         | アトランタ         | 100y自由形           | 銀メダル           | 47秒00             |                    |                              | [ 51 ]             |
| 2016               | NCAA選手権         | アトランタ         | 200y自由形           | 銅メダル           | 1分42秒58          |                    |                              | [ 51 ]             |
| 2016               | NCAA選手権         | アトランタ         | 4x50yフリーリレー    | 決勝失格           | DSQ                | 1泳                | 予選全体5位：1分27秒82       | [ 51 ]             |
| 2016               | NCAA選手権         | アトランタ         | 4x100yフリーリレー   | 4位                | 3分12秒08          | 4泳                |                              | [ 51 ]             |
| 2016               | NCAA選手権         | アトランタ         | 4x50yメドレーリレー  | 金メダル           | 1分34秒81          | 4泳                |                              | [ 51 ]             |
| 2016               | NCAA選手権         | アトランタ         | 4x100yメドレーリレー | 金メダル           | 3分26秒14          | 4泳                | NCAA記録、アメリカ記録       | [ 51 ]             |
| 2017               | Pac-12選手権       | フェデラルウェイ   | 50y自由形            | 5位                | 21秒70             |                    |                              | [ 52 ]             |
| 2017               | Pac-12選手権       | フェデラルウェイ   | 100y自由形           | 銀メダル           | 46秒97             |                    |                              | [ 52 ]             |
| 2017               | Pac-12選手権       | フェデラルウェイ   | 200y自由形           | 銅メダル           | 1分43秒62          |                    |                              | [ 52 ]             |
| 2017               | Pac-12選手権       | フェデラルウェイ   | 4x50yフリーリレー    | 金メダル           | 1分26秒44          | 2泳                | 大会記録                     | [ 52 ]             |
| 2017               | Pac-12選手権       | フェデラルウェイ   | 4x100yフリーリレー   | 金メダル           | 3分08秒51          | 4泳                | NCAA記録、アメリカ記録       | [ 52 ]             |
| 2017               | Pac-12選手権       | フェデラルウェイ   | 4x200yフリーリレー   | 金メダル           | 6分49秒42          | 1泳                | NCAA記録、アメリカ記録       | [ 52 ]             |
| 2017               | NCAA選手権         | インディアナポリス | 50y自由形            | B決勝1位           | 21秒65             |                    |                              | [ 53 ]             |
| 2017               | NCAA選手権         | インディアナポリス | 100y自由形           | 4位                | 46秒76             |                    |                              | [ 53 ]             |
| 2017               | NCAA選手権         | インディアナポリス | 200y自由形           | B決勝2位           | 1分43秒19          |                    |                              | [ 53 ]             |
| 2017               | NCAA選手権         | インディアナポリス | 4x50yフリーリレー    | 銀メダル           | 1分25秒91          | 2泳                | アメリカ記録                 | [ 53 ]             |
| 2017               | NCAA選手権         | インディアナポリス | 4x100yフリーリレー   | 金メダル           | 3分07秒61          | 4泳                | NCAA記録、アメリカ記録       | [ 53 ]             |
| 2017               | NCAA選手権         | インディアナポリス | 4x200yフリーリレー   | 金メダル           | 6分45秒91          | 2泳                | NCAA記録、アメリカ記録       | [ 53 ]             |
| 2017               | NCAA選手権         | インディアナポリス | 4x100yメドレーリレー | 金メダル           | 3分26秒35          | 4泳                |                              | [ 53 ]             |

## 記録

### 樹立した世界記録
|   | 種目                          | 記録      | 日付         | 泳順                                                                                | 大会       | 場所   | 備考       | 脚注   |
| - | ----------------------------- | --------- | ------------ | ----------------------------------------------------------------------------------- | ---------- | ------ | ---------- | ------ |
| 1 | 男女混合 4x100mメドレーリレー | 3分42秒33 | 2015年8月5日 | 1.ライアン・マーフィー 2.ケビン・コーデス 3.ケンディル・スチュワート 4.リア・ニール | 世界選手権 | カザン | 元世界記録 | [ 24 ] |

### 自己ベスト
SwimRankings.netとSwimSwam参照
| 種目       | 記録      | 日付           | 大会               | 場所               | 備考   |
| 長水路     | 長水路    | 長水路         | 長水路             | 長水路             | 長水路 |
| ---------- | --------- | -------------- | ------------------ | ------------------ | ------ |
| 50m自由形  | 24秒77    | 2017年7月1日   | 全米選手権         | インディアナポリス |        |
| 100m自由形 | 53秒59    | 2017年6月27日  | 全米選手権         | インディアナポリス |        |
| 200m自由形 | 1分58秒26 | 2011年8月8日   | 全米ジュニア選手権 | スタンフォード     |        |
| 短水路     |           |                |                    |                    |        |
| 50m自由形  | 23秒95    | 2015年12月12日 | Duel in the Pool   | インディアナポリス |        |
| 100m自由形 | 52秒01    | 2015年12月12日 | Duel in the Pool   | インディアナポリス |        |
| 200m自由形 | 1分55秒09 | 2017年11月19日 | ワールドカップ     | シンガポール       |        |
| 50y自由形  | 21秒65    | 2017年3月16日  | NCAA選手権         | インディアナポリス |        |
| 100y自由形 | 46秒76    | 2017年3月18日  | NCAA選手権         | インディアナポリス |        |
| 200y自由形 | 1分42秒50 | 2016年2月26日  | Pac-12選手権       | フェデラルウェイ   |        |